# Coupe d'Europe des clubs champions de hockey sur glace 2006
Navigation
Coupe d'Europe des clubs champions 2005 Coupe d'Europe des clubs champions 2007
La Coupe d'Europe des clubs champions de hockey sur glace 2006 a eu lieu au Palais de glace de Saint-Pétersbourg.

## Équipes participantes
Les équipes invitées sont les vainqueurs des championnats des six meilleures nations européennes au classement IIHF :
- 2 Frölunda Indians  Suède ;
- 3 HC Moeller Pardubice  République tchèque ;
- 4 Slovan Bratislava  Slovaquie ;
- 5 HK Dinamo Moscou  Russie ;
- 7 Kärpät Oulu  Finlande ;
- 8 HC Davos  Suisse.

## Phase de Groupe
Les équipes sont réparties en deux groupes de trois équipes. Les premiers de chaque groupe s'affrontent en finale.
Division Hlinka
- Kärpät Oulu (FIN)
- Frölunda Indians (SWE)
- HC Davos (SUI)

Division Alexandre Ragouline
- HK Dinamo Moscou (RUS)
- HC Moeller Pardubice (CZE)
- Slovan Bratislava (SVK)

Calendrier
- 5 Jan 12:30 - Kärpat Oulu - HC Davos 3-1 (1-0, 0-1, 2-0)
- 5 Jan 16:30 - Dinamo Moscou - Slovan Bratislava 3-1 (2-0, 0-0, 1-1)

- 6 Jan 13:00 - HC Davos - Västra Frölunda 6-2 (2-0, 2-1, 2-1)
- 6 Jan 16:30 - Slovan Bratislava - HC Moeller Pardubice 0-2 (0-0, 0-2, 0-0)

- 7 Jan 13:00 - Västra Frölunda - Kärpat Oulu 0-3 (0-1, 0-1, 0-1)
- 7 Jan 16:30 - HC Moeller Pardubice - Dinamo Moscou 1-5 (1-3, 0-0, 0-2)

Hlinka Division
| Équipe           | MJ | G | N | P | Pts | But      |
| ---------------- | -- | - | - | - | --- | -------- |
| Kärpät Oulu      | 2  | 2 | 0 | 0 | 4   | 6-1 (+5) |
| HC Davos         | 2  | 1 | 0 | 1 | 2   | 7-5 (+2) |
| Frölunda Indians | 2  | 0 | 0 | 2 | 0   | 2-9 (-7) |

Ragulin Division
| Équipe               | MJ | G | N | P | Pts | But      |
| -------------------- | -- | - | - | - | --- | -------- |
| HK Dinamo Moscou     | 2  | 2 | 0 | 0 | 4   | 8-2 (+6) |
| HC Moeller Pardubice | 2  | 1 | 0 | 1 | 2   | 3-5 (-2) |
| Slovan Bratislava    | 2  | 0 | 0 | 2 | 0   | 1-5 (-4) |

## Finale
- 8 jan. 16h30 - Kärpät Oulu - HK Dinamo Moscou 4-5 tab (0-1 2-1 2-2)

## Récompenses
Trophées individuels
| Récompense              | Joueur            | Équipe           |
| ----------------------- | ----------------- | ---------------- |
| Meilleur joueur         | Maksim Souchinski | HK Dinamo Moscou |
| Meilleur gardien de but | Niklas Bäckström  | Kärpät Oulu      |
| Meilleur défenseur      | Brett Hauer       | HC Davos         |
| Meilleur attaquant      | Mikhail Hrabowski | HK Dinamo Moscou |

Équipe d'étoiles
| Attaquants :     | Maksim Souchinski – Mikhail Hrabowski – Jari Viuhkola |
| Défenseurs :     | Brett Hauer – Mikko Lehtonen                          |
| Gardien de but : | Niklas Bäckström                                      |

### Effectif vainqueur
| Vainqueur de la Coupe d'Europe des clubs champions 2006 HK Dinamo Moscou | Gardiens de but : Vitali Ieremeïev, Oleg Romachko, Sergueï Zviaguine Défenseurs : Dmitri Bykov, Leonid Kanareïkine, Ievgueni Koroliov, Denis Kouliach, Aleksandr Riazantsev, Iakov Rylov, Sergueï Vychedkevitch Attaquants : Aleksandr Kharitonov, Mikhail Hrabowski, Dmitri Kassionov, Iegor Mikhaïlov, Igor Mirnov, Václav Pletka, Konstantin Romanov, Pavel Rosa, Vadim Chakhraitchouk, Dmitri Chitikov, Aleksandr Skougarev, Maksim Souchinski, Albert Vichniakov Entraîneur en chef : Vladimir Krikounov |